# San Jerónimo de Juárez
San Jerónimo de Juárez est une ville et le siège de la municipalité de Benito Juárez (en), dans l'état de Guerrero, au sud-ouest du Mexique.